# Hédi Nouira

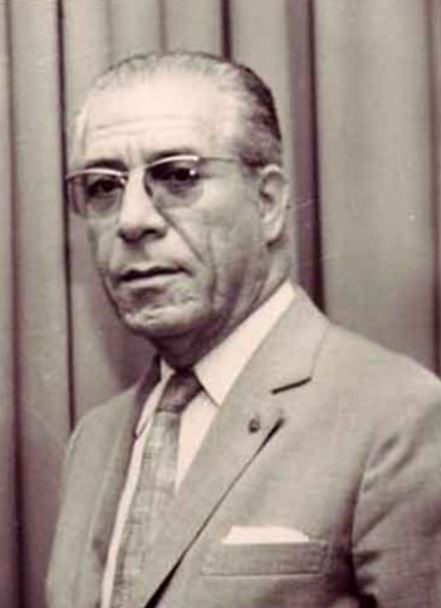
Hédi Nouira

Hédi Nouira (arabisch الهادي نويرة, DMG al-Hādī Nuwaira; * 5. April 1911 in Monastir; † 25. Januar 1993 in La Marsa) war ein tunesischer Politiker und Premierminister von 1970 bis 1980.
Bereits kurz nach dem Studium der Rechtswissenschaften in Paris gründete er 1934 eine der ersten Zellen der Destur-Partei Habib Bourguibas. Nach einer Tätigkeit in der tunesischen Widerstandsbewegung wurde der Rechtsanwalt schnell zu einem der führenden Politiker neben Bourguiba. So war er von 1942 bis 1954 Generalsekretär der Destur-Partei.
Unter Premierminister Taha Ben Ammar wurde er am 7. August 1954 Handelsminister. Als Bourguiba am 11. April 1956 selbst Premierminister des französischen Protektorats wurde, berief ihn dieser zum Finanzminister und beauftragte ihn nach der Unabhängigkeit 1956 mit dem Aufbau der Zentralbank. Anschließend amtierte Nouira von 1958 bis 1970 als deren Gouverneur. Nachfolger als Finanzminister wurde Bahi Ladgham. Seit 1969 war Nouira zudem Generalsekretär der Neo-Destur-Partei.
Am 2. November 1970 wurde Nouira Nachfolger des erst seit dem 19. Oktober 1969 amtierenden Premierminister Ladgham, nachdem Präsident Bourguiba sich entschieden hatte, den Sozialismus zu Gunsten einer wirtschaftlichen Liberalisierung aufzugeben. Während seiner Amtszeit war er wesentlich mit der Reform der Volkswirtschaft und des Sozialsystems befasst. 1971 war er zudem kurzzeitig Innenminister. 1974 opponierte er gegen das von Außenminister Muhammad Masmudi betriebene Unionsprojekt mit Libyen und trug so mit zu dessen Sturz bei. Als Premierminister war er zugleich designierter Nachfolger von Präsident Bourguiba, bis ein Schlaganfall 1980 seine politische Laufbahn beendete.
Am 23. April 1980 wurde er durch Mohamed Mzali als Premierminister abgelöst.